# Ricciolina
La ricciolina è una torta tradizionale tipica del Monte Amiata e della Provincia di Siena, in particolare del comune di Abbadia San Salvatore, a base di ingredienti caratteristici del territorio in cui viene prodotto. La torta deve la sua particolarità alla tecnica di produzione, rimasta invariata nel tempo. Non va confusa con la torta ricciolina (torta di tagliatelle) emiliano-romagnola. 
Si presenta di colore chiaro con sottili venature più scure, in forma rotonda, altezza inferiore a 5 centimetri e diametro variabile tra 15 e 25 centimetri. Al gusto spiccano inconfondibili al palato i sentori di cioccolato e frutta secca. 

## Storia del dolce
Secondo una tradizione popolare del paese d'origine, Abbadia San Salvatore, la torta sarebbe stata "inventata" agli inizi del 1900 da una pasticciera locale, tale Beppa, come rielaborazione del dolce che ha questo nome nel libro di ricette di Pellegrino Artusi. Narra la storia che Beppa, assieme a tre amiche (Dina, Ada e Luigina) crei il dolce inserendo all'interno la cioccolata e le mandorle e soprattutto "inventando" la guarnizione a base di meringa a forma di ricciolo decorata con cioccolato. In effetti tale guarnizione serve per "non sprecare" le chiare d'uovo inutilizzate per la pasta frolla, in un tempo in cui la parsimonia era la parola d'ordine e nulla dovesse andare sprecato.

## Preparazione
È composto da una pasta frolla che racchiude un cuore morbido di cioccolato (in precedenza si utilizzava cioccolato fuso, attualmente è comune l'uso di creme spalmabili come la Nutella) a cui si aggiunge a piacere frutta secca sbriciolata - noci ma anche mandorle o pinoli - il tutto racchiuso da una crosta croccante sempre di pasta frolla, ricoperta da una glassa solidificata di chiare d'uovo a cui si mischia un po' di cioccolato cercando di creare una decorazione che ricordi appunto un ricciolo, da cui il nome. La cottura avviene in forno, per venti minuti circa, ad una temperatura di 180 °C.